# Azimut Yachts

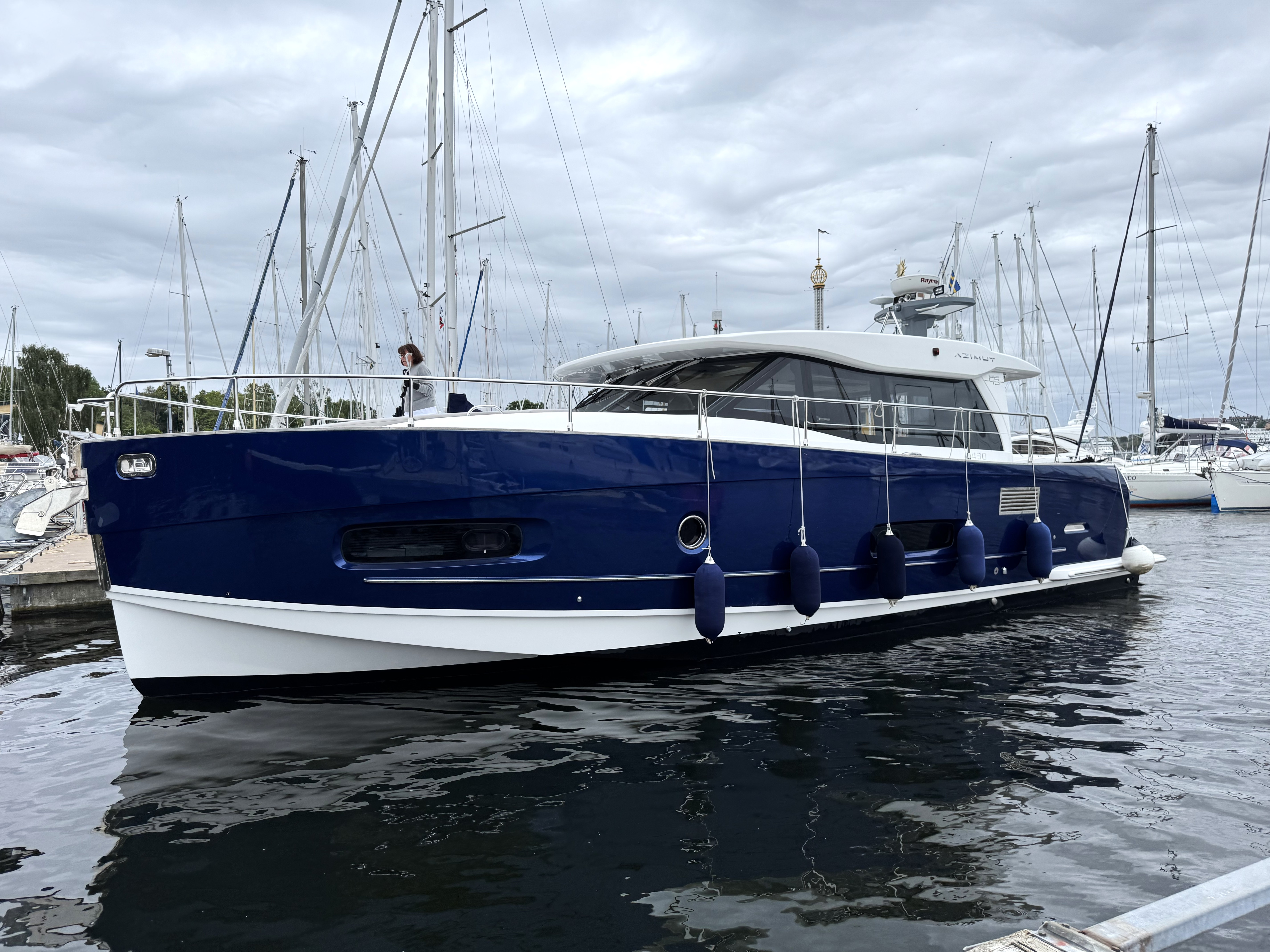
Azimut-yachten Marmolada i Wasahamnen i Djurgården i Stockholm.

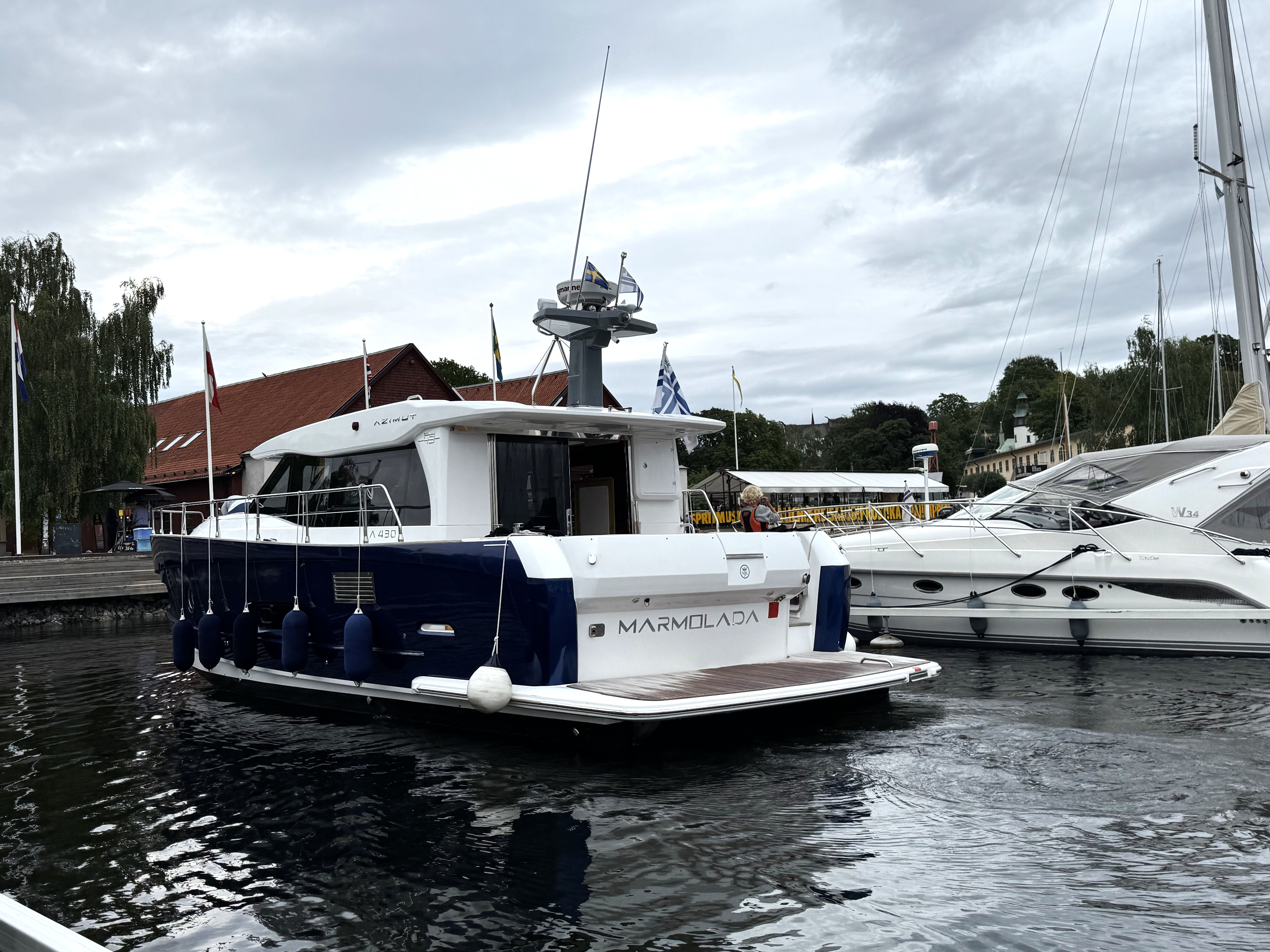
Azimut-yachten Marmolada bakifrån.

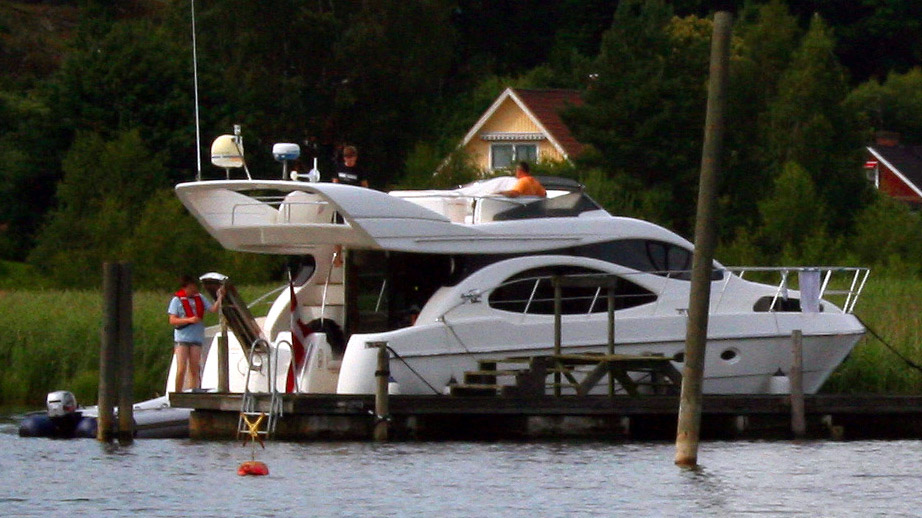
En Azimut-yacht.

Azimut Yachts är en italiensk tillverkare av motoryachts, med säte i Avigliana i provinsen Torino.  
Azimut grundades 1969 av Paolo Vitelli och ägnade sig åt segelbåtscharter. Sedan expanderade verksamheten till distribution av båtar och sedan till egen design och man började tillverka massproducerade båtar i samarbete med Amerglass.  
1985 förvärvade Azimut båttillverkaren Benetti. Företaget tillverkar båtar i Avigliana och Viareggio i Italien samt i Brasilien och Turkiet. 2012 innefattade Azimuts modellprogram båtar mellan runt 40 och 140 fots längd. 